# 春風亭正朝
春風亭 正朝（しゅんぷうてい しょうちょう、1953年1月12日 - ）は、山口県防府市出身の落語家。落語協会所属。本名∶藤原 義和。

## 経歴
防府高校を経て、1972年4月に明治学院大学入学。在学中の1975年7月に五代目春風亭柳朝に入門、「正朝」を名乗る。初めて会う先輩方に「正朝と言います。」と自己紹介をしたところ、「（大師匠の八代目林家正蔵と師匠の五代目春風亭柳朝の名前を合わせた）すごい名前だ。」と言われたという。
1980年2月に林家錦平、月の家靖鏡と共に二ツ目昇進。
1985年9月に古今亭志ん輔、四代目桂三木助、七代目桂才賀、入船亭扇遊、林家かん平、柳家三寿、林家らぶ平、林家時蔵、柳家小ゑんと共に真打に昇進した（当時の香盤で10人抜きの抜擢真打）。
2009年9月11日、東京都新宿区で女性のスカートの中を盗撮し、現行犯逮捕される（後に不起訴処分となる）。 この不祥事により落語協会の会員資格を1年間停止された。2010年11月下席より会員資格の停止が解かれ、同年12月29日、入船亭扇遊と第9回『扇遊正朝二人会』を新宿末廣亭で行い、会の冒頭で事件の謝罪と復帰の口上を述べ、通常の活動に復帰する。

## 芸歴
- 1975年7月 - 五代目春風亭柳朝に入門、「正朝」となる。
- 1980年2月 - 二ツ目昇進。
- 1985年9月 - 真打昇進。

## 人物
落語協会サッカー部である「FCマンダラーズ」主宰。浦和南高校サッカー部古今亭志ん彌、明大中野高校サッカー部五明楼玉の輔、福井高専サッカー部でGKだった林家鉄平、そして埼玉県立清水高等学校サッカー部の鏡味仙志郎などのサッカー経験者や、筑紫丘高校ラグビー部で花園に出たという橘家圓太郎など体育会系の芸人も引き入れた。

## 出囃子
- だんじり（1980年 - ？）
- さつまさ（？ - 2003年）
- 長崎ぶらぶら節（2003年 - ）

## 受賞歴
- 1983年 - 国立演芸場花形演芸会銀賞
- 1984年
  - 第13回NHK新人落語コンクール 最優秀賞
  - にっかん飛切り落語会若手落語家奨励賞（年間最優秀賞）
- 1986年 - 選抜!!若手演芸大賞新真打ちの部大賞
- 1988年 - 選抜!!若手演芸大賞真打ちの部大賞
- 1990年 - 国立演芸場花形演芸会金賞

## 著作
書籍
- 『落語家になりたい』（河出書房新社、2005年）
- 『落語に学ぶ話し方と名文句』（日本実業出版社 2005年）
- 『落語ギャラリー60』（学習研究社、2006年）
- 『落語「通」検定』（社団法人落語協会 インプレスジャパン、2006年）
- 『ワールドサッカークイズ』（リイド社 2006年）
- 隔週刊 落語百選 DVDコレクション第3号 正朝「代り目」（デアゴスティーニ2008年）
- 隔週刊 落語百選 DVDコレクション第8号 正朝「粗忽の釘」（デアゴスティーニ2009年）
- 落語のいき　第1巻 お店噺編  正朝「悋気の独楽」（小学館DVD BOOK2009年）
- 『落語一日一話』（河出書房新社、野口卓(著), 春風亭正朝(監修）、2009年）
- 『演じてみよう!!親子で楽しむ落語の時間』（成美堂出版、2009年）

DVD
- 本格本寸法ビクター落語会 春風亭正朝其の壱（ビクター）
- 本格本寸法ビクター落語会 春風亭正朝其の弐（ビクター）
- 吟選大落語名人会（アミューズ）

## 主な活動
- 春風亭正朝独演会 深川江戸資料館小ホール
- 春風亭正朝独演会 ティアラこうとう住吉亭
- IMA寄席　光が丘IMAホール　毎月一回開催
- 扇遊正朝二人会　末広亭・毎年12月29日に公演 
  - 2009年は林家正蔵 (9代目)が代演した。
- 春風亭正朝独演会 鈴本演芸場 2017年11月20日第28回で終了。

## 弟子
- 九代目春風亭柳枝